# Makary Kalaziński
Makary Kalaziński, imię świeckie: Matwiej Wasiljewicz Kożin (ur. w 1402 w Gridcinie, obecnie Kożyno – zm. 17 marca 1483 w okolicach Kalazina) – święty mnich prawosławny.

## Biografia
Urodził się w bogobojnej rodzinie wiejskiej. Mimo tego jego rodzice nie zgadzali się początkowo na wstąpienie przezeń do monasteru, zachęcając go do małżeństwa i przywołując przykłady świętych, którzy nie byli duchownymi. W związku z tym Matwiej ożenił się z Jeleną Jachontową. Jednak już rok po ślubie stracił najpierw oboje rodziców, zaś po dwóch latach również żonę. W związku z tym wstąpił do monasteru św. Mikołaja w Kaszynie, gdzie złożył śluby wieczyste, przyjmując imię Makary.
Po kilku latach życia mniszego ihumen klasztoru zezwolił mnichowi Makaremu na odejście ze wspólnoty i zamieszkanie w pustelni. Zakonnik zamieszkał w odległości 18 wiorst od Kaszyna, w lesie, gdzie wzniósł dla siebie celę. Z czasem zaczęli gromadzić się wokół niego naśladowcy, którzy uformowali nową wspólnotę monastyczną, zaś jej przełożonym wybrali Makarego. Mnisi zbudowali w lasach świątynię. Znajdowała się ona na ziemiach należący do bojara Iwana Kolagi, który obawiał się, że tworzący się monaster może zażądać od niego nadań ziemskich. Pragnąc tego uniknąć, Kolaga planował zabójstwo przełożonego wspólnoty. Według żywota św. Makarego jego plany nie doszły jednak do skutku; zginęła natomiast rodzina bojara, zaś on sam ciężko zachorował i odzyskał zdrowie dopiero po spowiedzi przed Makarym, który wybaczył mu winę. Kolaga wstąpił następnie do klasztoru tworzonego przez mnicha i przekazał mu cały swój majątek.
Wśród uczniów duchowych Makarego Kalazińskiego (jego przydomek pochodzi od miasta Kalazina, w pobliżu którego znajdował się jego monaster) byli późniejsi święci mnisi Efrem Perekomski i Paisjusz Uglicki. Mnich posiadał według hagiografii dar leczenia opętanych, przewidywania przyszłości i uzdrawiania. Zmarł po krótkiej chorobie 17 marca 1483, w założonym przez siebie monasterze.
Nad grobem Makarego wzniesiona została drewniana kaplica, którą w 1521 planowano zastąpić bardziej okazałą cerkwią. Według tradycji, 26 maja tego roku w czasie kopania jej fundamentów odnaleziono nierozłożone ciało mnicha, które wydawało przyjemną woń. Przy relikwiach Makarego, przeniesionych do monasteru, miało miejsce wiele cudownych uzdrowień. W związku z tym w 1547 mnich został kanonizowany. Jego relikwie przechowywano w monasterze do jego zniszczenia przez władze radzieckie w latach 30. XX wieku; wówczas znalazły się one w soborze Trójcy Świętej w Twerze.
Święty mnich Makary Kalaziński należy do Soboru Świętych Twerskich.